# Pragmatique Sanction de Bourges
Pour les articles homonymes, voir Pragmatique Sanction.
 (octobre 2015).
La Pragmatique Sanction de Bourges est une ordonnance par laquelle le roi de France Charles VII s'affirme comme le gardien des droits de l'Église de France. Elle est débattue dans le chapitre de la Sainte-Chapelle de Bourges et promulguée le 7 juillet 1438 par le roi, avec l'accord du clergé réuni en assemblée à Bourges. Ce décret est le premier pas vers le gallicanisme, renforcé par le concordat de Bologne de 1516.

## Contexte
Après l'épreuve du Grand Schisme d'Occident (1378–1417), l'Église catholique peine à retrouver de l'autorité. Le concile de Constance (1414–1418) a bien pris quelques mesures pour restaurer un semblant de discipline mais, à Rome, le pape (souverain pontife) n'arrive pas à rétablir son autorité. Aussi Martin V (élu à Constance) convoque un nouveau concile, mais il meurt avant qu'il ne se tienne : c'est Eugène IV qui le réunit, d'abord à Sienne puis à Bâle, en 1431.
Mais, loin de retrouver son autorité, le pape se heurte à une violente opposition de l'assemblée conciliaire. Celle-ci proclame sa prééminence sur le pape qui, en retour, menace de la dissoudre. L'empereur Sigismond et le roi Charles VII proposent une médiation pour éviter un nouveau schisme. Elle permet de trouver un accord temporaire et le concile peut se poursuivre. Il décide en particulier la suppression d'une redevance, source de revenus importante pour Rome : les annates. Pour contrer ces initiatives, le pape convoque un autre concile à Ferrare en janvier 1438. Eugène IV ayant réussi à faire pression sur les autorités politiques, seul un petit groupe demeure à Bâle. L'on défait à Ferrare les décisions prises à Bâle.

## Membres réunis à l'assemblée de Bourges
Au vu des désordres engendrés par le conciliarisme, Charles VII décide d'organiser l'Église de France à sa manière, en se référant aux réformes entérinées à Bâle. Le 7 juillet 1438, le roi promulgue la Pragmatique Sanction. 
Autour de Charles VII, les évêques et les abbés de France constituèrent cette assemblée de Bourges. 
Étaient présents quatre archevêques :
- l'archevêque de Reims et chancelier de France, Regnault de Chartres ;
- l'archevêque de Tours, Philippe de Coetquis ;
- l'archevêque de Bourges, Henry d'Avaugour ;
- l'archevêque de Toulouse, Denis du Moulin.

25 évêques, et un grand nombre d'abbés et de députés des différentes universités et chapitres de France.
À cette assemblée le pape Eugène IV avait pour représentant l'archevêque de Crète et évêque de Digne, Pierre de Verceil, docteur en théologie, le concile de Bâle était quant à lui représenté par l'évêque de Saint-Pons, l'abbé de Vézelay, Guillaume Hugues, archidiacre de Metz, le chanoine de Lyon, Jean de Manze, et l'éminent docteur en théologie Thomas de Courcelles.

## La Pragmatique Sanction
Cette ordonnance reprend, avec quelques modifications, une vingtaine de décrets pris par le concile dans l'esprit duquel elle s'inscrit et donne un statut particulier à l'Église de France. Elle constitue en quelque sorte une alliance entre le souverain et le clergé, limite les prérogatives du pape en réaffirmant la suprématie des conciles qui ont clairement défini les pouvoirs du Saint-Siège.
Dans son préambule, la Pragmatique Sanction de Bourges dénonce les abus de la papauté. Dans son premier article, elle déclare la suprématie des conciles généraux sur le Saint-Siège et limite les pouvoirs du pape. Ainsi la libre élection des évêques et des abbés par les chapitres et les monastères est rétablie : elle supprime les nominations par le Saint-Siège et son droit de réserve. La royauté obtient de pouvoir « recommander » ses candidats aux élections épiscopales et abbatiales auprès des chapitres. L'ordonnance de Bourges établit aussi des juridictions permettant de limiter les appels (souvent onéreux) faits à Rome. Enfin, elle fixe un âge minimum pour devenir cardinal, réduit la possibilité du pontife de lever un certain nombre d'impôts (suppression des annates) et restreint les effets de l'excommunication et de l'interdit. Fin politique, Charles VII réussit ce que Philippe IV le Bel avait vainement tenté de réaliser. Tout en relevant de Rome, l'Église de France acquiert une grande autonomie. Le roi s'assure la loyauté du clergé français.
Cependant, la Pragmatique Sanction est inacceptable pour le pape, malgré le soutien apporté par Charles VII à Eugène IV contre l'antipape élu par les irréductibles de Bâle (particulièrement le premier article sur la prééminence des conciles). Privé de précieux revenus, le Saint-Siège demande l'abrogation de la Pragmatique Sanction, ou du moins que celle-ci soit sérieusement amendée. Des discussions interminables sont entamées. Le pape envoie sur place son légat, Pietro del Monte, en vain. La Pragmatique Sanction est acceptée par le clergé français et par la plupart des parlements.

## Concordat de Bologne
Le successeur de Charles VII, Louis XI, abolit la Pragmatique Sanction en 1461, pour ménager Pie II. Il la rétablit en 1464 pour protester contre les excès de la politique pontificale, puis l'abolit de nouveau en 1467 et conclut enfin, en 1472, un concordat qui rendait à Sixte IV des droits illusoires en échange d'un appui diplomatique dans les affaires italiennes. En 1478, la Pragmatique Sanction est rétablie par le concile gallican d'Orléans. Finalement, François Ier et Léon X signent en 1516 le concordat de Bologne par lequel le roi est reconnu comme le véritable maître de l'Église de France.